# Russische koloniën

Russisch Rijk van 1790 tot 1860.

Het Russisch Rijk had koloniën en een grote invloedssfeer over aangrenzende gebieden, die is overgevloeid in de invloedssfeer van de Sovjet-Unie en het moderne Rusland. Na de val van het communisme is de ideologie van het eurazianisme deze kolonisatie gaan legitimeren. Tientallen volkeren, zoals de Oeraalse en Altaische nomaden, de oorspronkelijke bewoners van de Euraziatische Steppe en Siberië, werden in de loop der eeuwen door de Russen onderworpen aan verschillende vormen van onderdrukking en verbanning. Tsarina Catharina de Grote en prins Potemkin waren gangmakers in het proces van politieke onderwerping en kolonisatie. Tijdens de Russische Revolutie en de Russische Burgeroorlog wisten Finland, Polen, Estland, Letland, Litouwen, Georgië, Armenië, Azerbeidzjan en andere voormalige delen van het Russisch Rijk hun onafhankelijkheid te bereiken. De meesten werden door de Sovjet-Unie weer ingelijfd of werden een satellietstaat (Polen). Jozef Stalin en Hitler werkten middels het Molotov-Ribbentroppact samen om het oosten van Europa tussen Duitsland en de Sovjet-Unie in invloedssferen te verdelen. Hiervan werd Polen het eerste slachtoffer met invasies van beide kanten, wat het begin van de Tweede Wereldoorlog betekende. 
Na het uiteenvallen van de Sovjet-Unie in 1991 bleef Rusland de voormalige sovjetstaten zien als onderdeel van haar exclusieve invloedssfeer. Westerse aspiraties van voormalige sovjetlanden leidden tot onder andere de Russisch-Georgische Oorlog in 2008 en de Russisch-Oekraïense Oorlog die in 2014 begon. De Russische president Vladimir Poetin betwiste frequent de soevereiniteit van verschillende voormalige sovjetlanden, waaronder Oekraïne, dat hij als een onvervreemdbaar deel van het Russische rijk beschouwde. Hij steunde eerst een opstand van etnische Russen in het Oosten van Oekraïne en begon in 2022 een  heroveringsoorlog, waarna Oekraïne aansluiting zocht bij de Europese Unie. Een effect was onder meer dat de Oekraïens-Orthodoxe Kerk zich afscheidde van de Russisch Orthodoxe Kerk die onder leiding stond van patriarch Kyrill en aansluiting zocht bij het Oecumenisch patriarchaat van Constantinopel.

## Russische koloniën

### Amerika
- Russisch-Amerika
  - Pribilofeilanden
  - Kodiak
  - Nieuw-Archangel (Sitka)
  - Michailovsk
  - Fort Wrangel
  - Fort Ross (bij San Francisco)

### Europa
- Protectoraat over de Ionische Eilanden (onder meer Korfoe)
- Jever (personele unie 1793 - 1818)
- Euraziatische steppe, vanaf 1600 gekoloniseerd door Russische boeren. Oekraïne op initiatief van Catharina de Grote en Potemkin.

### Azië
- Port Arthur (China)

### Grote Oceaan
- Kauai (Hawaï)